# Cerasus yaoiana
Cerasus yaoiana là loài thực vật có hoa trong họ Hoa hồng. Loài này được W.L. Zheng mô tả khoa học đầu tiên năm 2000.